# 香港國際龍舟邀請賽

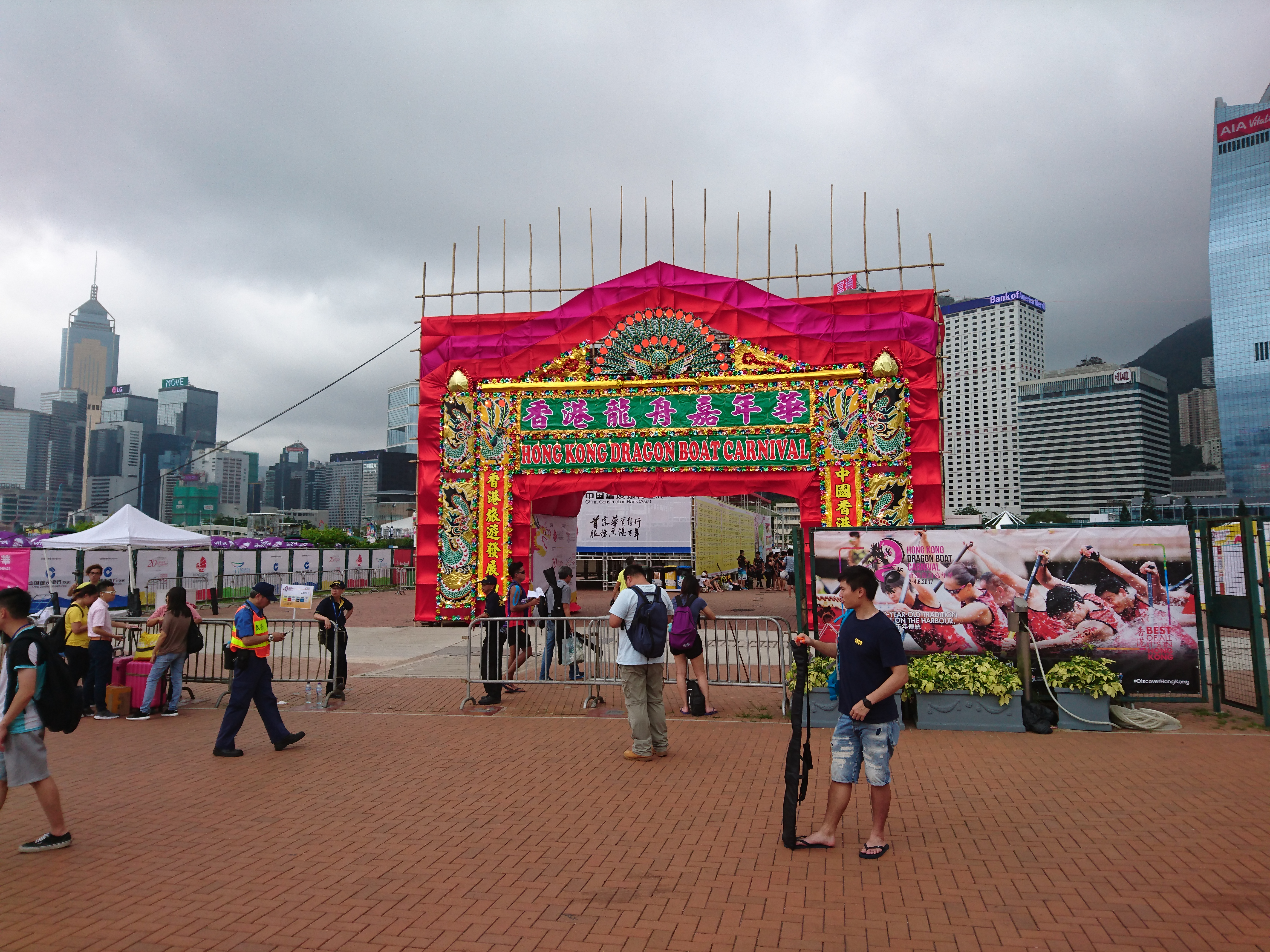
香港龍舟嘉年華2017

香港國際龍舟邀請賽（Hong Kong International Dragon Boat Regatta），是在香港舉行的國際性賽龍舟活動，於1976年首次舉行。賽事於每年6月端午節後之星期六、日舉行，是同類最早的國際性龍舟活動及最具代表性的比賽之一。

## 歷史
1976年首次舉行香港國際龍舟邀請賽，由香港旅遊協會主辦，於筲箕灣避風塘角逐邀請賽錦標，除了9支香港漁民龍舟隊外，日本長崎的漁民隊亦有組隊來港參加。賽事於1978年開始在尖沙咀東部對開的維多利亞港舉行，吸引更多市民及遊客參觀。於1985年慶祝十週年，賽事分為兩日舉行，同年亦首次舉行國際女子錦標賽。1996年由於尖東海旁進行工程，移師沙田城門河舉行。
2000年香港旅遊協會退出主辦香港國際龍舟邀請賽，由中國香港龍舟總會獨力主辦。
2002年為慶祝香港特別行政區成立五周年，龍舟邀請賽被列為慶祝活動之一，首次於中環／灣仔海旁舉行。
2003年香港受沙士侵襲而停辦一屆。

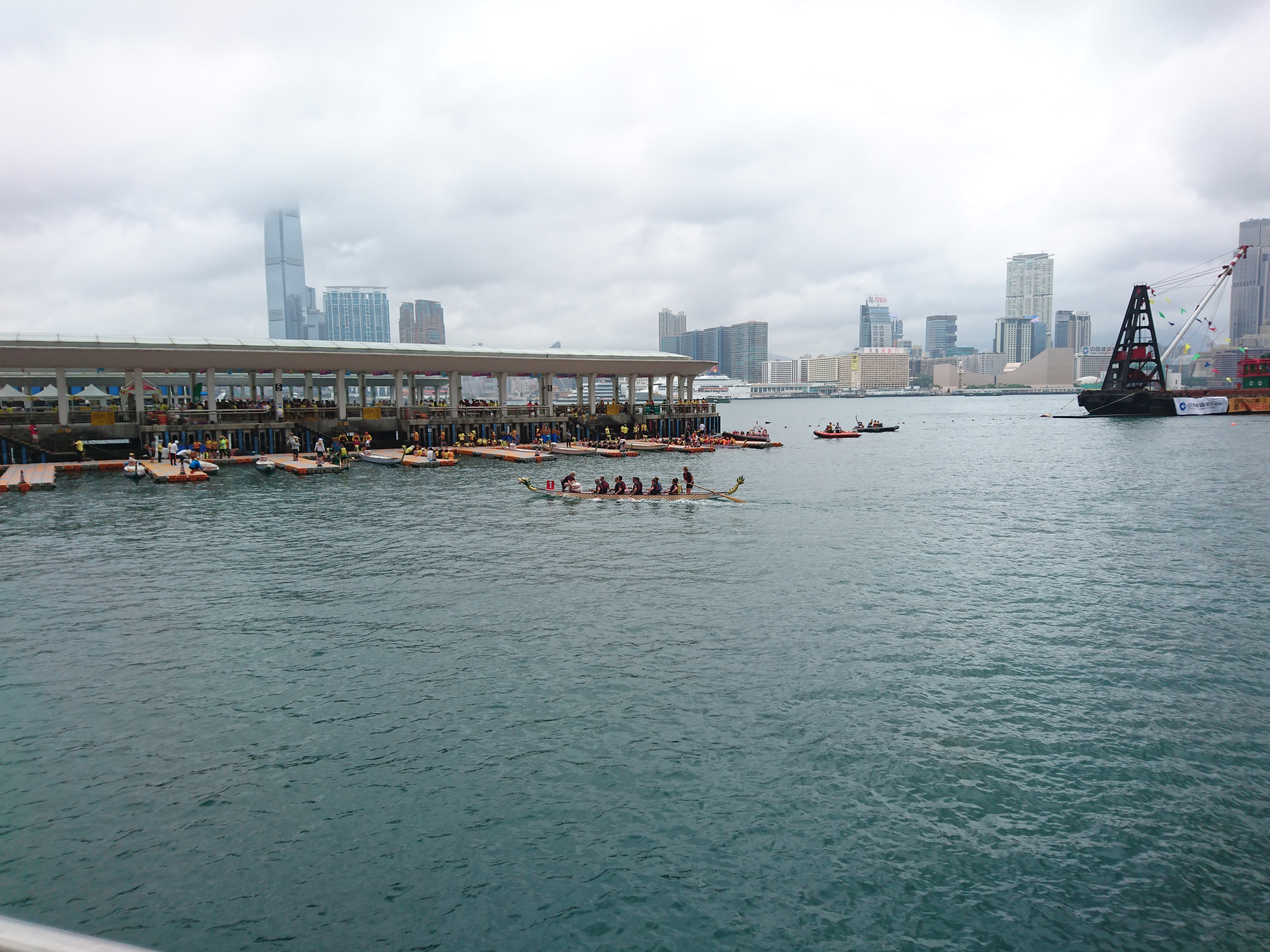
龍舟船艇

2004年再假沙田城門河舉行香港國際龍舟邀請賽，由於經費不足，導致需要延遲舉行，其後得有心人支持，最後仍可延期一個月續辦。但因時間緊迫而未能邀請美、加隊伍參賽，全靠中國內地的強隊包括天津、上海、廣州、番禺、南海、荊州等和菲律賓的隊伍參與是次賽事。
2005年再次回歸尖沙咀海旁舉行香港國際龍舟邀請賽。
2006年返回沙田城門河舉行，由於主辦單位出現安排混亂、場地欠佳、宣傳不足及缺乏溝通等而被狠批「搞得一年差過一年」。
2007年香港國際龍舟邀請賽被列入慶祝香港特別行政區成立十週年活動之一，於2007年6月23日及24日於尖東海旁舉行，賽道只有300米。國際賽事之各項錦標賽名額為48隊，除海外隊伍當然進入國際錦標賽外，餘額由本地賽隊組合而成。賽事分金盃賽及銀盃賽兩組進行，大會根據各隊伍的入圍時間排名，並分為兩組，每組24支隊伍。24支時間最快的隊伍參加第一組賽事（國際錦標賽金盃賽），其次的24支隊伍將參加第二組賽事（國際錦標賽銀盃賽）。澳門男子隊及南海西樵女子隊分別奪得國際龍舟邀請賽公開錦標賽及女子錦標賽金盃賽冠軍。
2016年5月宣佈，香港國際龍舟邀請賽移師到中環新海濱舉行。

## 香港國際龍舟邀請賽取消
原定在2019-2022年在香港舉行的國際龍舟邀請賽，因反修例運動及2019冠状病毒病影響之下，兩屆賽事和國際龍舟嘉年華將會取消。此賽事亦最終於2023年6月底復辦。

## 2008香港國際龍舟邀請賽
2008香港國際龍舟邀請賽由中國香港龍舟總會主辦，康樂及文化事務署資助，於2008年6月14日及15日於沙田石門安景街香港龍舟協會訓練中心城門河舉行。龍舟比賽賽程為500米，每艘龍舟最多可載最多20名或不少於16名划手，另有鼓手及舵手各1名，賽事分為：
本地賽事
1. 公開錦標賽
2. 女子錦標賽
3. 混合錦標賽
4. 漁民錦標賽
5. 紀律部隊錦標賽
6. 商行錦標賽
7. 專業團體錦標賽
8. 大專錦標賽
9. 青少年錦標賽
10. 壯年錦標賽
11. 本地團體挑戰盃（贊助賽事）
12. 傳媒邀請賽（小龍賽）

國際賽事
1. 國際公開錦標賽
2. 國際女子錦標賽
3. 國際混合錦標賽

## 流行文化
- 在2004年TVB播出的電視劇《無名天使3D》第15集中出現2003年香港國際龍舟邀請賽的場景（但實際該年停辦）。

## 相關
沙田龍舟競渡

## 外部連結
- 香港龍舟嘉年華官方網站 （页面存档备份，存于）
- 香港龍舟協會網站